# Castelo de Doiras

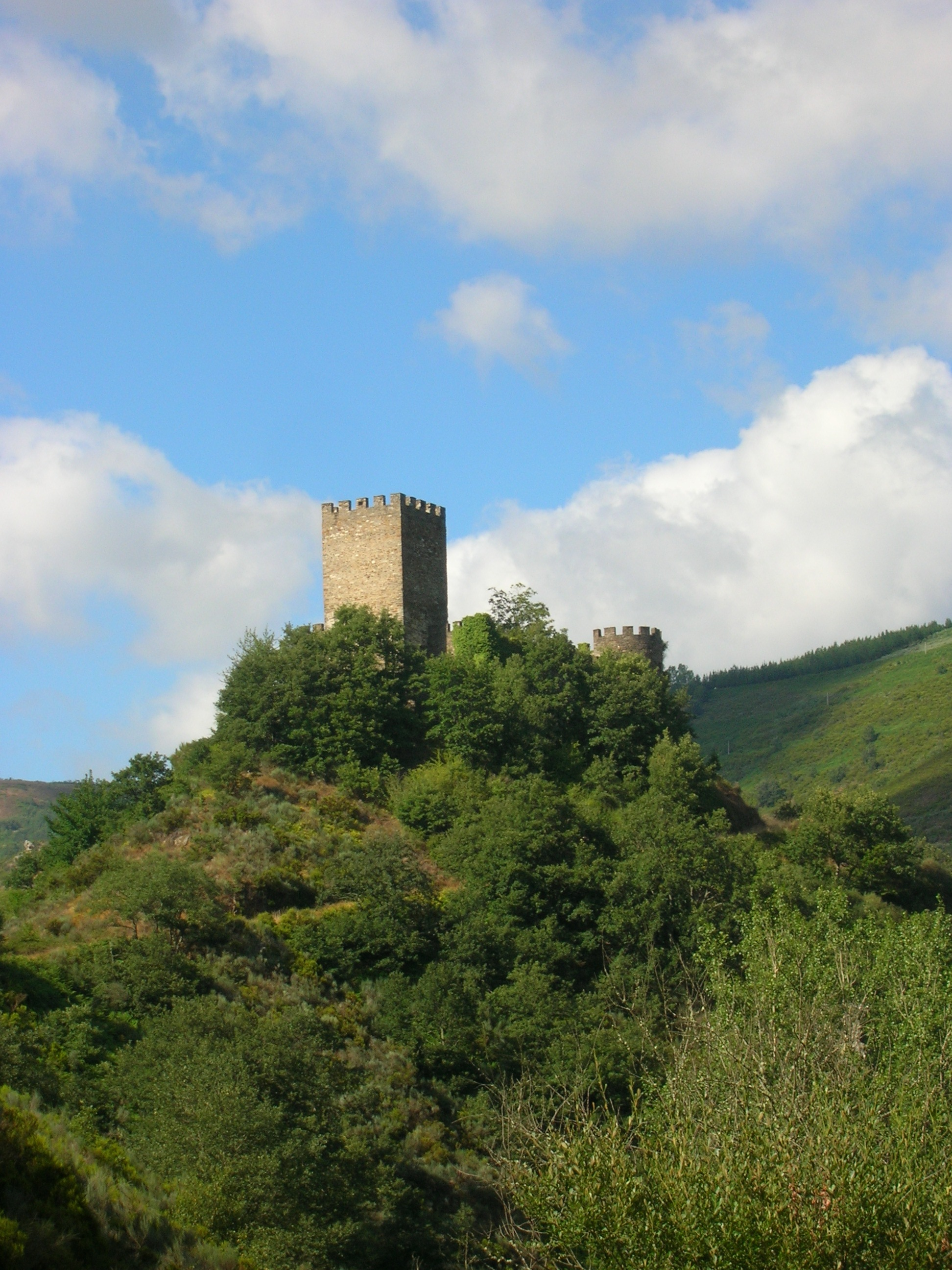
Castelo de Doiras, Espanha.

O Castelo de Doiras, também denominado como Castelo da Ferrería, localiza-se no lugar de Doiras, paróquia de Vilarello, no município de Cervantes, na província de Lugo, comunidade autónoma da Galiza, na Espanha.
Ergue-se no topo de um monte rochoso, em posição dominante sobre o rio Cancelada, sendo considerado, actualmente, um dos mais bem conservados na Galiza.

## História
De acordo com Ángel del Castillo, com base nas suas características construtivas, datará da segunda metade do século XV.

## Características
Apresenta planta no formato de um polígono rectangular com 20 metros de comprimento por 10 de largura, com muros de 1,5 metros de espessura em aparelho de pedra bruta, elevando-se a oito metros de altura.
É acedido por um portão de armas em arco de volta perfeita, que comunica com a praça de armas. A torre de menagem ergue-se a 16 metros de altura.

## Lenda do castelo
De acordo com uma antiga lenda local, neste castelo terá desaparecido uma formosa princesa moura, a mais nova da família, de nome Aldara. Os seus familiares procuraram-na por toda a parte, sem sucesso, acreditando assim que tinha morrido. Com o passar do tempo, um irmão da princesa, Egas, tentando caçar uma tetraz-grande, viu passar diante de si uma cerva branca, que abateu com uma flechada certeira. Como não podia com o animal, cortou-lhe uma das patas e levou-a consigo. Quando retornou ao castelo e mostrou o que levava, surgiu um braço e uma mão de mulher e, num de seus dedos, o anel de Aldara. De volta ao lugar onde deixara a peça, encontraram o corpo da princesa desaparecida.